# Левкипп (сын Ксанфия)
Левкипп (сын Ксанфия, др.-греч. Λεύκιππος «белоконный, едущий на белых конях») — персонаж древнегреческой мифологии. Ликиец, потомок Беллерофонта. Из-за гнева Афродиты влюбился в свою сестру. Мать свела его с сестрой. Когда это стало известно, Ксанфий нечаянно убил дочь, а Левкипп убил отца.
Оставив родину, он возглавил фессалийцев (каждый десятый был выслан Адметом из Фер) в неудачном походе на Крит, затем прибыл в землю Эфеса и занял Критскую область близ Эфеса. В него влюбилась Левкофрия и предала город врагам. Надпись из Магнесии на Меандре указывает на участие критянина Левкиппа в её основании.